# Keo Fa II
Keo Fa II (Ang Chea, tiếng Việt: Nặc Ông Đài) (1652-1677) là vua Chân Lạp giai đoạn ngắn ngủi từ 1673 đến 1674.

## Tiểu sử
Ang Chea (Nặc Ông Đài 匿螉苔) là người con trai cả của vua Barom Reachea VIII (Ang Sur). Kế vị sau cái chết của người anh họ đồng thời là vua tiền nhiệm Chey Chettha III.
Trước đó, vua cha của Ang Chea bị con rể là Chey Chettha III ám sát. Chey Chettha III còn cướp cả công chúa Dav Ksatri, người vợ của chú Ang Tan.
Ang Tan và cháu là Ang Nan chạy sang cầu viện chúa Nguyễn. Chey Chettha III thì bị thuộc hạ người Hồi giáo của vua trước là Nặc Ông Chân (Ramathipadi I) ám sát.
Ang Chea (Nặc Ông Đài) lên ngôi ở quê nhà Chân Lạp. Khi quyền lực nắm trong tay, Ang Chea đã cho xử tử tất cả những người tham gia vào cuộc ám sát cha ông. Ang Chea cũng giết luôn Dav Ksatri, vợ của người chú ruột Ang Tan.
Ang Tan và cháu là Ang Nan (con Ang Em) cầu viện chúa Nguyễn để đánh lại Ang Chea.
Năm 1674, Nặc Ông Đài đã đi cầu viện Ayutthaya (Thái Lan) để đánh Ang Nan (Nặc ông Nộn), và chiếm được thành Sài Gòn. Ang Nan (Nặc Ông Nộn) bỏ chạy sang cầu cứu ở dinh Thái Khang (nay là Khánh Hòa). Đồng thời, Ông Đài cho đắp thành lũy ở địa đầu Mỗi Xuy; làm cầu phao và xích sắt, đắp thành Nam Vang; nhờ Xiêm cứu viện để chống lại chúa Nguyễn.
Chúa Hiền bèn sai Cai cơ đạo Nha Trang là Nguyễn Dương Lâm cùng với Nguyễn Đình Phái làm tham mưu đem binh chia ra hai đạo sang đánh Nặc ông Đài.
Tháng 3 năm 1674, quân tiên phong của Nguyễn Diên đến trước đánh úp lũy Mỗi Xuy, rồi chiếm được lũy, mấy ngày sau quân Cao Miên các nơi họp lại vây đánh rất dữ, nhưng Nguyễn Diên đóng giữ cửa Lũy mà không ra đánh.
Khi đại binh của Nguyễn Dương Lâm ập đến, Diên bèn cùng hợp sức ra đánh, quân Cao Miên tan vỡ, bị chết và thương rất nhiều. Sau đó, đại binh tiến đến Sài Gòn.
Tháng 4 năm 1674, phá được 3 lũy: Sài Côn (đất trấn Phiên An), Gò Vách và rồi tiến quân lên vây thành Nam Vang. Nặc Ông Đài phải bỏ thành chạy vào rừng, bị thuộc hạ giết chết.
Sau cái chết của Ang Chea, Nặc Ông Thu (Ang Sor là anh em trai của Ang Chea, sau lên làm vua Chey Chettha IV) ra hàng. Nặc ông Thu là chính dòng con trưởng cho nên lại lập làm chính quốc vương đóng ở Long Úc (thành Vũng Luông), để Nặc Ông Nộn (Ang Nan) làm đệ nhị quốc vương (dưới sự bảo trợ của Chúa Nguyễn), đóng ở thành Sài Gòn, bắt hằng năm phải triều cống.

## Hậu duệ
Ang Chea có một người con trai tên Ang Yong, sau này làm vua, xưng là Outey I.